# When I Get Home, You're So Dead
«When I Get Home, You're So Dead» — пісня гурту Mayday Parade, що стала першим синглом гурту. Вперше прозвучала як пісня з міні-альбому «Tales Told by Dead Friends» (2006). Але пізніше трек був перезаписаний як сингл з альбому «A Lesson in Romantics» 2007 року. Пісня також з'явилася у серії відеоігор Rock Band.

## Відеокліп
Відеокліп було відзнято 20 вересня в Лос-Анджелесі, штат Каліфорнія, а прем'єра відбулася на MySpace 14 листопада 2007 року.
Відео до цієї композиції є другим у доробку гурту (якщо враховувати live-відео до пісні «Black Cat [Архівовано 16 жовтня 2013 у Wayback Machine.]».
Відео є сумішю кількох ситуацій, у які потрапив гурт (в'язниця, концерт, а також будинок вокаліста — Дерека Сандерса). Також показано затримання учасників міліцією через крадіжку.